# Gertewitz
Gertewitz é um município da Alemanha localizado no distrito de Saale-Orla, estado de Turíngia.
Pertence ao Verwaltungsgemeinschaft de Oppurg.

## Demografia
Evolução da população (31 de dezembro):
| - 1994 – 163 - 1995 – 170 - 1996 – 174 - 1997 – 184 | - 1998 – 187 - 1999 – 182 - 2000 – 188 - 2001 – 184 | - 2002 – 184 - 2003 – 177 - 2004 – 182 - 2005 – 180 |

Fonte: Thüringer Landesamt für Statistik